# Piskrče
Piskrče (nemško Piskertschach) je naselje v Občini Škocjan v Podjuni v Okraju Velikovec na Koroškem v Avstriji.